# Lethrus baglanicus
Lethrus baglanicus är en skalbaggsart som beskrevs av Nikolajev 2003. Lethrus baglanicus ingår i släktet Lethrus och familjen tordyvlar. Inga underarter finns listade i Catalogue of Life.